# Pierre Beaumirault
Der Pierre Beaumirault ist ein Menhir nahe dem Dorf Égly in Bruyères-le-Châtel, im Zentrum des Départements Essonne in Frankreich.
Er steht eingezäunt und schief auf einer künstlichen Halbinsel, die am Südufer der Orge durch das Anlegen eines Stausees entstand, und ist seit 1978 als Monument historique registriert. Er besteht aus einem etwa dreieckigen Fontainbleu-Quarzsandsteinblock von etwa 1,9 m Höhe, 2,0 m Basisbreite und bei 0,70 m Höhe einer Dicke von 0,25 m und steckt mindestens 1,5 m tief im Boden.
Der Menhir aus der Jungsteinzeit ist auf Karten von 1619 unter dem Namen Pierre du Beau Miroir (deutsch „Stein des schönen Spiegels“) erwähnt, was später zu Beaumirault oder Mirou verformt wurde.
Laut Georges Courty  (1875–1953) ist der Menhir mit der Legende von Gargantua verbunden.